# Badumna exsiccata
Espèce
Synonymes
- Amaurobius exsiccatus Strand, 1913

Badumna exsiccata est une espèce d'araignées aranéomorphes de la famille des Desidae.

## Distribution
Cette espèce est endémique d'Australie.

## Publication originale
- Strand, 1913 : Über einige australische Spinnen des Senckenbergischen Museums. Zoologische Jahrbücher. Abteilung für Systematik, Geographie und Biologie der Tiere, vol. 35, p. 599-624 (texte intégral).